# Stephen Crohn
Stephen Lyon Crohn (ngày 5 tháng 9 năm 1946 – ngày 23 tháng 8 năm 2013) còn được gọi là "Người đàn ông không thể nhiễm AIDS", là một người đàn ông đáng chú ý vì đột biến gen, khiến anh ta miễn nhiễm với AIDS. Ông là cháu của Burrill Bernard Crohn, người được đặt tên cho bệnh Crohn.
Crohn có đột biến "delta 32" trên thụ thể CCR5, một protein trên bề mặt tế bào bạch cầu có liên quan đến hệ thống miễn dịch và đóng vai trò là con đường tiếp cận cho nhiều dạng virus HIV để xâm nhập và lây nhiễm tế bào chủ. Đột biến này khiến anh ta miễn dịch hiệu quả với nhiều dạng HIV.

## Cái chết
Crohn đã tự tử bằng một loại thuốc quá liều trên oxycodone và các loại thuốc benzodiazepine ở tuổi 66.